# Węgorek pszeniczny
Węgorek pszeniczny (Anguina tritici) – pasożyt żyjący w kłosach pszenicy i żyta.
Larwy atakują młode rośliny przed wschodami i przez długi czas w sezonie wegetacji żyją w pochwach liściowych, następnie przechodzą do kwiatów i kłosów. Z porażonych nasion tworzą się galasy, w których może być do 90 tys. osobników. W glebie nicienie wychodzą z galasów i atakują rośliny. Ochrona to odpowiednie zmianowanie.